# 진표
진표(眞表: fl. 752)는 신라 중기의 고승(高僧)이다. 성은 정(井), 아버지는 진내말(眞乃末), 어머니는 길보랑(吉寶娘)이며, 완산주(完山州) 만경현(萬頃縣) 출신이다.
진표는 경덕왕(景德王: 재위 742~765) 때, 유가론(瑜伽論)과 유식론(唯識論)을 중심교학으로 하여 연구체계화한 법상종(法相宗)을 금산사(金山寺)에서 개종하였다. 또한, 그는 미륵신앙이 강하였는데 미륵설계와 점찰법(占察法)으로 민간을 선도하였으며 대단한 교세를 이룩하였다. 이런 면에서 진표는 법상종을 실천적 종교운동으로 바꾸어놓았다.
그의 제자로 영심(永深) · 보종(普宗) · 신방(信芳) · 체진(體珍) · 진해(珍海) · 진선(眞善) · 석충(釋忠) 등이 있는데, 모두 산문(山門)의 조사가 되었다.

## 생애
《송고승전(宋高僧傳)》의 기록에는 진표가 어려서 활을 잘 쏘았는데 어느 날 논둑에서 개구리를 잡아 버들가지에 꿰어 물에 담가두고 산에 가서 사냥을 한 후 개구리 일은 잊고 지내다가, 이듬해 봄에 개구리 우는 소리를 듣고 생각이 나서 그곳에 가 보니 지난해에 담가 둔 그대로 버들가지에 꿰어진 채 울고 있는 개구리를 보았다 한다. 이에 뉘우치고 불도에 뜻을 두어 12세에 금산사로 들어가 숭제법사(崇濟法寺) 밑에서 승려가 되었다.
숭제법사는 일찍이 당나라에 들어가 선도(善道)에게 배우고 오대산에서 문수보살(文殊菩薩)의 현신(現身)을 맞아 오계(五戒)를 받고 돌아왔으므로 진표가 도통(道通)의 요령에 대한 가르침을 받고 선계산(仙溪山) 불사의암(不思議菴)에 들어가 7야 7일을 고행으로 마음을 닦은 끝에 740년(효성왕 4) 음력 3월 15일 지장보살(地藏菩薩)의 현신을 맞아 정계(淨戒)를 받았다.
다시 영산사에서 도를 닦고 마침내 소원이던 미륵보살의 현신을 맞아 752년(경덕왕 11) 음력 2월에 《점찰경(占察經)》 2권과 간자(簡字: 점치는 대쪽) 189개를 받았다.
그 뒤 경덕왕의 부름을 받아 궁중에 보살계(菩薩戒)를 베풀고 조 7만 7천섬, 견(絹) 500단(端), 황금 50냥을 시주받아, 이것을 여러 사찰에 나누어 주어 불교를 융성케 했다.

## 참고 문헌
- 이 문서에는 다음커뮤니케이션(현 카카오)에서 GFDL 또는 CC-SA 라이선스로 배포한 글로벌 세계대백과사전의 내용을 기초로 작성된 글이 포함되어 있습니다.